# 生菓子
生菓子（なまがし）とは、水分が30%以上の菓子である。主としてあん類を用いた和菓子。餅菓子、饅頭、羊羹など。和生菓子と洋生菓子のこと。蒸し菓子。食品衛生法上は和生菓子、饅頭、洋生菓子、菓子パンのことをいう。水分を多く含むため日持ちしない菓子も多い。

## 定義（食品衛生法による）
製造直後に水分40%以上を含有する菓子類。または、餡、クリーム、ジャム、寒天またはこれに類似するものを用いた菓子類のうち製造直後に水分を30%以上含有するもの。ただし、餡、クリーム、ジャム、寒天等を使用していても金平糖、きびだんご、ちやつう、ねりようかん、マシュマロ、鳳端、ゼリービーンズ、乾燥ゼリー、ジャムサンド、落がん、松露、切あん、羽二重餅、柚餅子等は生菓子に該当しない（食品衛生法による食品分類の定義等による）。

## 分類
製造方法から
- 和生菓子　
  - もちもの、蒸し物、焼きもの、流しもの、練りもの、揚げもの等
- 洋生菓子 
  - スポンジケーキ類、バターケーキ類、シュー菓子類、発酵菓子類、フィユタージュ類、タルト・タルロレット類、ワッフル類、シュトルーゼ類、料理菓子類

食品衛生法（別表2 食品の部の例示より）による例示
- 和生菓子 
  - 例…どら焼、たい焼、ういろう、かのこ、ねりきり、きんつば、かるかん、きりざんしよ、さくらもち、かしわもち、うぐいすもち、だいふく、ちまき、蒸しようかん、みずようかん、だんご、あんだんご、くしだんご、しよう油だんご、その他。
- まんじゅう 
  - 例…まんじゅう、くずまんじゅう、あんまんじゅう、蒸しまんじゅう等々。
- 洋生菓子 
  - 例…ワッフル、パイ、アップルパイ、レーズンパイ、シュークリーム、プディング、ショートケーキ、タルト、その他。
- 菓子パン 
  - 例…あんパン、クリームパン、ジャムパン等々。